# هم‌خون من
«هم‌خون من» (انگلیسی: Blood of My Blood) قسمت ششم از فصل ششمِ مجموعهٔ تلویزیونیِ خیال‌پردازانهٔ بازی تاج‌وتخت و قسمت ۵۶ از کلِ این سریال است. فیلم‌نامه‌نویس این قسمت بریان کاگمن، و کارگردان آن جک بندر است.
عنوان این قسمت، اشاره به یک ضرب‌المثل در زبان دوتراکی دارد که میان یک «کال» (رهبر) و سوارکاران جان‌برکف او گفته می‌شود. در واقع هر کال، برای خود ۳ جنگاور نیرومند و جان‌برکف دارد که پیمان بسته‌اند تمام زندگی خود را فدای خدمت به رهبر خود کنند و در این راه، از هیچ کاری فروگذار نیستند. این فدائیان سوارکار، خونِ «کال» را، خون خودشان می‌دانند. عنوان این سریال همچنین اشارهٔ غیرمستقیمی است به بازگشت سمول تارلی به نزد خانواده‌اش، بازگشت بنجن استارک نزد برن استارک و همچنین تلاش خاندان لنیستر و تایرل برای نجات و بازپس‌گیری فرزندانشان از های اسپارو.

## نگارش فیلم‌نامه
«هم‌خون من» نوشته بریان کاگمن است. کاگمن از ابتدا نویسنده این سریال بوده و پیش‌تر هفت قسمت دیگر را نیز نوشته است، همچنین قسمت بعدی سریال را نیز او نوشته است. عنوان این قسمت، «هم‌خون من»، اشاره به گفته معروف دوثراکی‌ها بین «کال» و یاران وفادارش دارد.
در مصاحبه‌ای با مجله انترتینمنت ویکلی، کاگمن درباره روند فکری‌اش هنگام نوشتن صحنه دیدار سمول تارلی با خانواده‌اش گفت: «با وجود تمام سختی‌هایی که سمول تارلی تجربه کرده، من عاشق بررسی دینامیک‌های خانوادگی هستم. مادر، خواهر و برادرش افراد اساساً خوبی هستند اما پدرش در برابر پسر دورافتاده‌اش آدمی سرد و سنگدل است. بخش دردناکی در آن صحنه وجود دارد که پدرش هر نفرتی که نسبت به او داشته می‌ریزد و سمول نمی‌تواند از خودش دفاع کند. این برای ما جذاب بود — سمول مردی را کشته، یک وایت واکر را کشته، تبدیل به یک قهرمان بزرگ شده، اما هنوز نمی‌تواند جلوی پدرش بایستد.»
کاگمن درباره داستان آریا نیز در همان مصاحبه گفت که پیش‌زمینه تئاتری دارد و «توانایی اظهار نظر درباره نمایش و واکنش‌ها نسبت به آن از طریق شخصیت‌ها خیلی برایم سرگرم‌کننده بود. این سریال اغلب به خاطر خشونت و بزرگی شخصیت‌ها متهم می‌شود. این یک داستان عظیم اپرایی است. ما می‌توانیم به شوخی و با احترام خودمان را نقد کنیم و درباره چگونگی نگاه مخاطب به داستان بحث کنیم — چه خوب و چه بد — و اینکه نگاه به داستان چگونه تغییر می‌کند. علاوه بر این، لذت دراماتیک آریا که زندگی خودش را روی صحنه می‌بیند بسیار جذاب است.» دی. بی. وایس درباره آریا گفت: «ما مشتاق بودیم نمایش درون نمایش را اجرا کنیم و این یک تصویر آینه‌ای کج و معوج و سرگرم‌کننده از چیزهایی است که قبلاً دیده‌ایم.» دیوید بنیاف افزود: «بخشی از لذت آریا این است که می‌داند بسیاری از جزئیات اشتباه روایت شده‌اند، اما همیشه افسوس خورده که فرصت دیدن مرگ جافری براتیون را نداشته و حالا این فرصت را پیدا کرده است. این البته نسخه‌ای طنزآمیز است اما برای او بسیار خوشایند است.» دی. بی. وایس همچنین اضافه کرد: «آریا کم‌کم تحت تاثیر این اجراها قرار می‌گیرد و لیدی کرین، بازیگری که باید بکشد، کسی است که مانند خودش زندگی‌اش را وقف بدل شدن به دیگران کرده است.»
در رابطه با صحنه پایانی قسمت که دنریس تارگرین سوار بر دراگون است و خالاسار تازه‌اش را جریحه‌دار می‌کند، دیوید بنیاف در ویدیوی پشت صحنه گفت که این صحنه بازتاب سخنرانی کال دروگو پیش از مرگش است: «یکی از لحظات مورد علاقه ما در فصل اول شنیدن سخنرانی کال دروگو به خالاسارش بود، این سخنرانی به شدت در ذهن دنریس مانده و تقریباً از همان زبان در صحبت با دوثراکی‌ها استفاده می‌کند. او در واقع به آن‌ها قولی را که یکی از خال‌های بزرگ سال‌ها پیش داده بود یادآوری می‌کند و می‌گوید اکنون زمان آن است که به آن وعده وفا کنند.»